# ティム・リーム
ティモシー・マイケル・リーム（Timothy Michael Ream 、1987年10月5日 - ）は、アメリカ合衆国ミズーリ州セントルイス出身のプロサッカー選手。シャーロットFC所属。サッカーアメリカ合衆国代表。ポジションは、DF。

## 経歴

### クラブ
高校時代、39アシストの学校記録を打ち立てた。卒業後はセントルイス大学に進学。在学中、USLプレミアデベロップメントリーグに所属するシカゴ・ファイアーのリザーブチームでプレーした
2010年のドラフト2巡目(全体18人目)でニューヨーク・レッドブルズに指名された。
2012年1月、ボルトン・ワンダラーズFCに移籍。
2015年8月、フラムFCと4年契約を結んだ。
2024年8月7日、シャーロットFCに移籍した。

### 代表
2010年11月、代表初招集。同月開催の南アフリカ共和国戦でスタメン出場し初キャップ。
2011 CONCACAFゴールドカップではグループリーグの2試合に出場したが、2戦目のパナマ戦でPKを献上する失態を犯してしまい、続くグアドループ戦と決勝トーナメント4試合を全て欠場した。
その後しばらく代表から遠ざかり、2013年8月に約2年ぶりに招集された。しかしボスニア・ヘルツェゴビナとの親善試合には出場しなかった。再び代表から遠ざかったが、2014年9月のチェコ戦でおよそ3年ぶりに出場を果たした。
2015 CONCACAFゴールドカップではハイチ戦に出場した。 2016年5月の親善試合・プエルトリコ戦で初ゴール。

## 代表歴

### 出場大会
- アメリカ代表
  - 2011 CONCACAFゴールドカップ
  - 2015 CONCACAFゴールドカップ
  - 2022 FIFAワールドカップ

### 試合数
- 国際Aマッチ 55試合 1得点（2010年-）[13]

| アメリカ代表 | 国際Aマッチ | 国際Aマッチ |
| 年           | 出場        | 得点        |
| ------------ | ----------- | ----------- |
| 2010         | 1           | 0           |
| 2011         | 6           | 0           |
| 2012         | 0           | 0           |
| 2013         | 0           | 0           |
| 2014         | 4           | 0           |
| 2015         | 9           | 0           |
| 2016         | 1           | 1           |
| 2017         | 5           | 0           |
| 2018         | 0           | 0           |
| 2019         | 14          | 0           |
| 2020         | 1           | 0           |
| 2021         | 5           | 0           |
| 2022         | 4           | 0           |
| 2023         | 5           | 0           |
| 2024         |             |             |
| 通算         | 55          | 1           |

### 得点
| No. | Date          | Venue                                      | Opponent     | Score | Result | Competition |
| --- | ------------- | ------------------------------------------ | ------------ | ----- | ------ | ----------- |
| 1   | 2016年5月22日 | エスタディオ・フアン・ラモン・ローブリエル | プエルトリコ | 1–0   | 3–1    | 親善試合    |